# Biegi narciarskie na Zimowych Igrzyskach Olimpijskich 2014 – sztafeta mężczyzn
Sztafeta mężczyzn rozgrywana w ramach biegów narciarskich na Zimowych Igrzyskach Olimpijskich 2014 odbyła się 16 lutego na kompleksie narciarsko-biathlonowym „Łaura” w Krasnaja Polana. W każdym zespole znajdowało się czterech zawodników, którzy do przebiegnięcia mieli po 10 km każdy. Dwie pierwsze zmiany rozgrywane były techniką klasyczną, a dwie kolejne – dowolną.
Mistrzami olimpijskimi została reprezentacja Szwecji, która biegła w składzie: Lars Nelson, Daniel Richardsson, Johan Olsson i Marcus Hellner. Drugie miejsce zajęli Rosjanie: Dmitrij Japarow, Aleksandr Biessmiertnych, Aleksandr Legkow oraz Maksim Wylegżanin. Na trzecim miejscu uplasowała się sztafeta Francji: Jean-Marc Gaillard, Maurice Manificat, Robin Duvillard i Ivan Perrillat Boiteux.

## Terminarz
| Data      | Konkurencja | Godzina rozpoczęcia | Godzina rozpoczęcia |
| Data      | Konkurencja | Czas CET            | Czas lokalny        |
| --------- | ----------- | ------------------- | ------------------- |
| 16 lutego | Finał       | 11:00               | 14:00               |

## Wyniki
| Pozycja                 | Nr | Reprezentacja     | Zawodnicy                                                                   | Czas zawodnika                  | Miejsce drużyny | Czas drużyny | Strata  |
| ----------------------- | -- | ----------------- | --------------------------------------------------------------------------- | ------------------------------- | --------------- | ------------ | ------- |
| 1.                      | 2  | Szwecja           | Lars Nelson Daniel Richardsson Johan Olsson Marcus Hellner                  | 23:16,5 22:59,6 21:00,4 21:25,5 | 1.              | 1:28:42,0    | –       |
| [ 2 ] [ 3 ] [ 4 ] [ 5 ] | 3  | Rosja             | Dmitrij Japarow Aleksandr Biessmiertnych Aleksandr Legkow Maksim Wylegżanin | 23:43,8 23:13,6 20:33,4 21:38,5 | 8. 5. 2.        | 1:29:09,3    | +27,3   |
| 2.                      | 9  | Francja           | Jean-Marc Gaillard Maurice Manificat Robin Duvillard Ivan Perrillat Boiteux | 23:26,1 23:13,6 20:55,4 21:38,8 | 3. 4. 3.        | 1:29:13,9    | +31,9   |
| 3.                      | 1  | Norwegia          | Eldar Rønning Chris Jespersen Martin Johnsrud Sundby Petter Northug         | 23:42,8 23:36,1 20:56,8 21:36,0 | 6. 9. 6. 4.     | 1:29:51,7    | +1:09,7 |
| 4.                      | 4  | Włochy            | Dietmar Nöckler Giorgio Di Centa Roland Clara David Hofer                   | 23:41,5 23:16,3 21:00,4 22:06,5 | 5. 6. 4. 5.     | 1:30:04,7    | +1:22,7 |
| 5.                      | 5  | Finlandia         | Sami Jauhojärvi Iivo Niskanen Lari Lehtonen Matti Heikkinen                 | 23:16,8 22:59,3 22:09,7 22:02,6 | 2. 1. 7. 6.     | 1:30:28,4    | +1:46,4 |
| 6.                      | 6  | Szwajcaria        | Curdin Perl Jonas Baumann Remo Fischer Toni Livers                          | 23:38,0 23:34,0 21:49,1 21:32,7 | 4. 8. 9. 7.     | 1:30:33,8    | +1:51,8 |
| 7.                      | 11 | Czechy            | Aleš Razým Lukáš Bauer Martin Jakš Dušan Kožíšek                            | 23:43,5 22:49,9 21:25,2 22:38,2 | 7. 3. 5. 8.     | 1:30:36,8    | +1:54,8 |
| 8.                      | 7  | Niemcy            | Jens Filbrich Axel Teichmann Tobias Angerer Hannes Dotzler                  | 23:53,3 23:18,5 21:32,9 22:34,1 | 10. 7. 8. 9.    | 1:31:18,8    | +2:36,8 |
| 9.                      | 15 | Estonia           | Karel Tammjärv Algo Kärp Aivar Rehemaa Raido Ränkel                         | 24:17,2 23:53,3 22:13,0 22:29,1 | 13. 10. 12. 10. | 1:32:52,6    | +4:10,6 |
| 10.                     | 10 | Stany Zjednoczone | Andrew Newell Erik Bjornsen Noah Hoffman Simi Hamilton                      | 24:34,3 23:56,8 21:37,4 23:06,6 | 15. 13. 10. 11. | 1:33:15,1    | +4:33,1 |
| 11.                     | 12 | Kanada            | Len Väljas Ivan Babikov Graeme Killick Jesse Cockney                        | 24:16,1 23:56,9 22:04,6 23:01,4 | 12. 11. 12.     | 1:33:19,0    | +4:37,0 |
| 12.                     | 13 | Kazachstan        | Dienis Wołotka Siergiej Czeriepanow Jewgienij Wieliczko Mark Starostin      | 23:50,1 24:28,7 22:44,2 23:08,9 | 9. 12. 13.      | 1:34:11,9    | +5:29,9 |
| 13.                     | 14 | Białoruś          | Michaił Siemionow Aleksandr Łazutkin Alaksiej Iwanou Siarhiej Dalidowicz    | 24:20,6 25:13,2 22:27,8 22:38,5 | 14. 15. 14.     | 1:34:40,1    | +5:58,1 |
| 14.                     | 16 | Polska            | Maciej Kreczmer Sebastian Gazurek Maciej Staręga Jan Antolec                | 24:04,1 24:35,5 22:42,9 24:24,0 | 11. 14. 15.     | 1:35:46,5    | +7:04,5 |
| 15.                     | 8  | Japonia           | Hiroyuki Miyazawa Keishin Yoshida Nobu Naruse Akira Lenting                 | 25:17,8 24:54,3 23:31,2 LAP     | 16.             | LAP          |         |